# مطار أفيون
مطار أفيون (بالتركية: Afyon Havalimanı)‏ هو مطار يقع في أفيون، محافظة أفيون قره حصار، تركيا. المطار مغلق أمام الحركة الجوية المدنية، لكنه يعمل كقاعدة جوية عسكرية.